# Rhyacophila lambakanta
Rhyacophila lambakanta là một loài Trichoptera trong họ Rhyacophilidae. Chúng phân bố ở miền Cổ bắc.